# マメルティヌスの牢獄

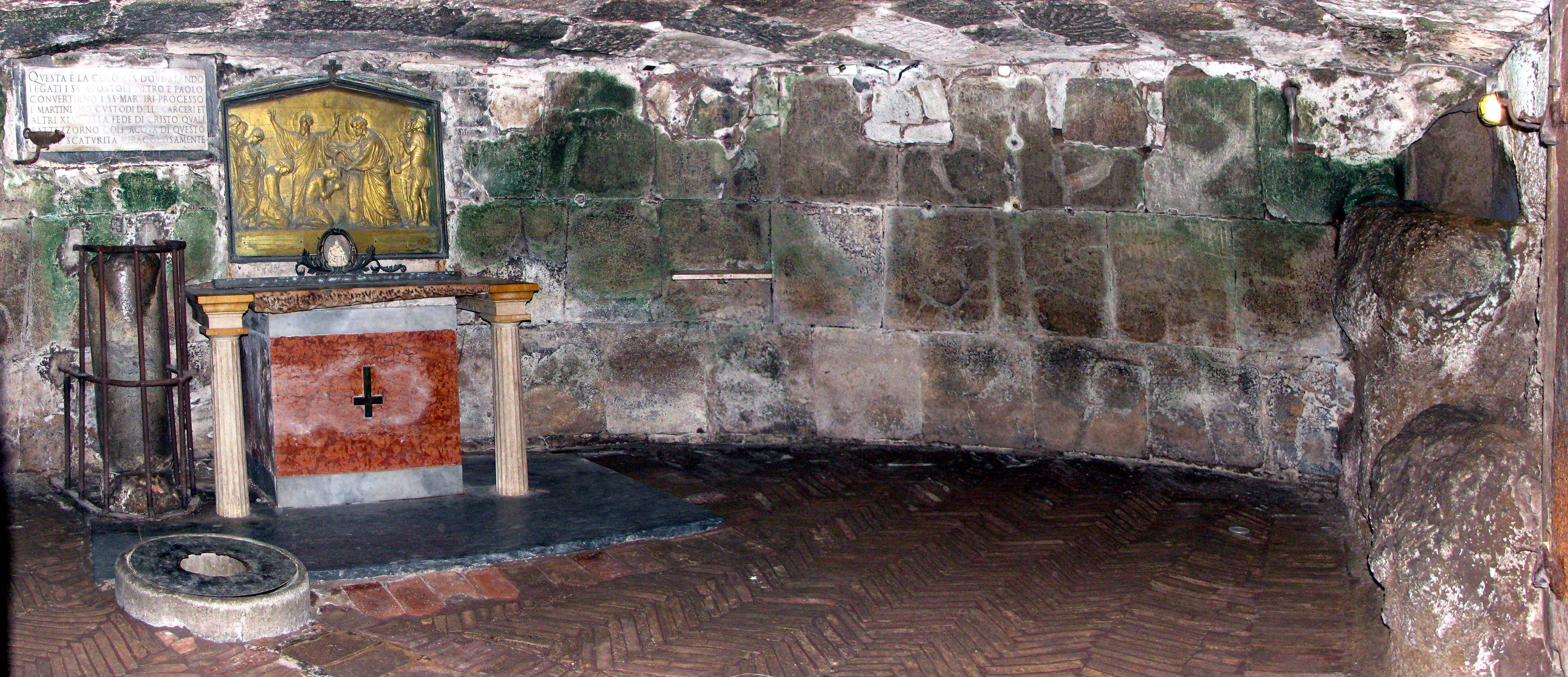
ローマのマメルティヌスの牢獄にある祭壇。聖ペトロと聖パウロの拘置を記念したもの。

マメルティヌスの牢獄（イタリア語: Carcere Mamertino）またはトゥッリアヌム（ラテン語: Tullianum）は、古代ローマのフォルム・ロマヌムにあった牢獄である。カピトリヌスの丘の北東斜面にあり、元老院議事堂（クリア）や歴代皇帝のフォルムに面している。この牢獄とタブラリウム（公文書館）の間にはカピトリヌスの丘に登っていくゲモニアの階段があった。

## 名称
この牢獄の名称の由来は定かではない。トゥッリアヌムという呼称は王政ローマの王トゥッルス・ホスティリウスやセルウィウス・トゥッリウスに由来するという説がある。後者の説はリウィウス、ウァロ、サッルスティウスの文献に見られる。別の説として、「水の噴流」を意味する古いラテン語の tullius が由来で、そこにあった水槽を指しているという説もある。マメルティヌスという名称は中世になってからのもので、近くにあったマルスの神殿を指しているという説と聖ペトロの伝説に由来するという説がある。聖ペトロは殉教前にこの牢獄に収監されていたという言い伝えがあり、看守だったマルティニアヌスとプロケッスス (en) をキリスト教に入信させたという。2人も後に殉教した。

## 歴史

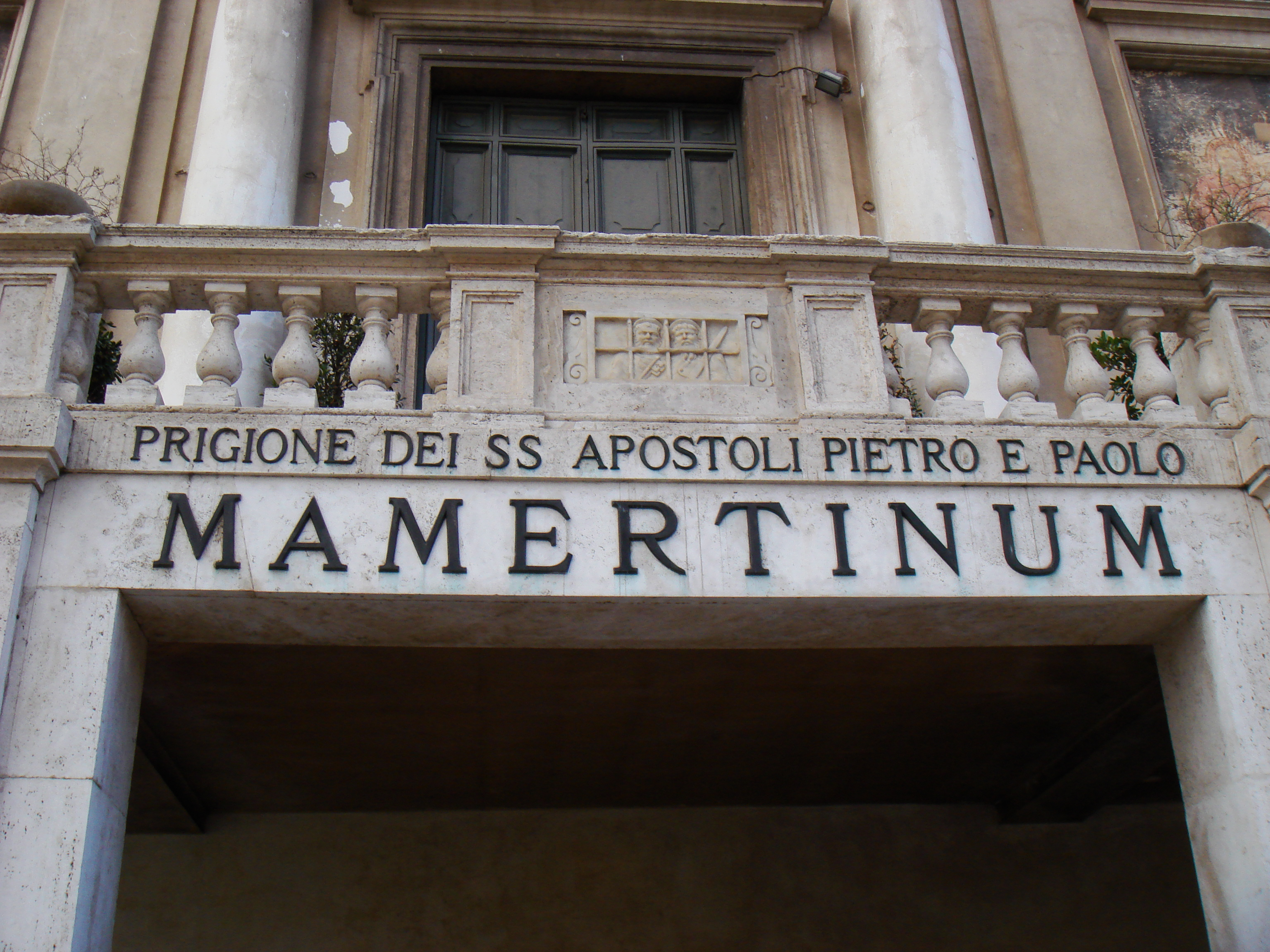
マメルティヌスの牢獄の現在の入口

この牢獄は紀元前640年から616年ごろ、アンクス・マルキウスが建設した。元々は地下2階の泉の水を溜めておく貯水槽として建設されたものだったが、その貯水槽とクロアカ・マキシマを結ぶ排水路が建設され、死体を押し流すのにそれを使うようになった。後に地下2階の部屋は、地下1階の部屋の床の穴から罪人を降ろして入れておく牢屋となった。
一般に重要な囚人だけがこの牢獄に収監された。
例えば、ユグルタのようにローマと敵対して破れ、凱旋式の行進で引き回されたような人物である。その行進が行われるまでは牢獄に監禁され続け、その間に自然死しなければ行進後に窒息死させられる。ローマ法では、牢獄での監禁は刑のうちに入らなかった。
紀元前63年、ルキウス・セルギウス・カティリナの陰謀に加担した一味がこの牢獄に収監され、間もなく処刑された。また、ガリア人首長ウェルキンゲトリクスはここに5年間投獄され、紀元前46年に処刑された。
この場所がずっと牢獄として使われ続けていたのかは不明だが、中世期になるとキリスト教の礼拝に使われるようになった。
現在、上の階は S. Giuseppe dei Falegnami、下の階は S. Pietro in Carcere という教会になっている。下の礼拝堂にある祭壇の十字架は上下逆さまになっていて、聖ペトロの言い伝えに基づいた聖ペトロ十字になっている。